# 상반기
상반기(上半期)는 한 해 중 앞의 6개월을 말하며 1~6월을 말한다. 이때 북반구에서는 겨울에서 여름으로, 건기에서 우기로 변한 시기이고, 남반구에서는 여름에서 겨울로, 우기에서 건기로 변한 시기다.

## 주요 기념일
- 1월 1일 : 양력설
- 음력 1월 1일 : 설날
- 1월 1일 :  수단,  오스트레일리아의 독립기념일
- 1월 4일 :  미얀마의 독립기념일
- 음력 1월 15일 : 정월 대보름
- 2월 4일 :  스리랑카의 독립기념일
- 2월 11일 :  이란의 독립기념일
- 2월 15일 :  세르비아의 독립기념일
- 2월 16일 :  리투아니아의 독립기념일
- 2월 17일 :  코소보의 독립 선언일
- 2월 18일 :  잠비아의 독립기념일
- 2월 24일 :  에스토니아의 독립기념일
- 2월 28일 :  이집트의 독립기념일
- 2월 28일 :  서사하라의 독립 선언일
- 3월 1일 : 삼일절
- 3월 1일 :  보스니아 헤르체고비나의 독립기념일
- 3월 3일 : 납세자의 날
- 3월 6일 :  가나의 독립기념일
- 3월 18일 : 상공의 날
- 3월 20일 :  튀니지의 독립기념일
- 3월 25일 :  그리스의 독립기념일
- 3월 26일 :  방글라데시의 독립기념일
- 4월 5일 : 식목일
- 4월 5일 또는 4월 6일 : 한식
- 음력 4월 8일 : 부처님 오신 날
- 4월 20일 : 장애인의 날
- 4월 21일 : 과학의 날
- 4월 22일 : 정보통신의 날
- 4월 24일 :  아일랜드의 독립기념일
- 4월 25일 :  이탈리아의 독립기념일
- 4월 28일 :  일본의 주권 회복일
- 5월 1일 : 근로자의 날
- 5월 4일 :  라트비아의 독립기념일
- 5월 5일 : 어린이날
- 음력 5월 5일 : 단오
- 5월 8일 : 어버이날
- 5월 9일 :  루마니아의 독립기념일
- 5월 14일 :  이스라엘의 독립기념일
- 5월 15일 :  네덜란드,  파라과이의 독립기념일
- 5월 15일 : 스승의 날, 가정의 날
- 5월 20일 :  동티모르,  쿠바의 독립기념일
- 5월 21일 :  몬테네그로의 독립기념일
- 5월 24일 :  에리트레아의 독립기념일
- 5월 25일 :  요르단의 독립기념일
- 5월 25일 : 방재의 날
- 5월 26일 :  조지아의 독립기념일
- 5월 28일 :  아제르바이잔의 독립기념일
- 5월 31일 :  남아프리카 공화국의 독립기념일
- 5월 31일 : 바다의 날
- 6월 4일 :  통가의 독립기념일
- 6월 5일 : 환경의 날
- 6월 6일 : 현충일
- 6월 12일 : 러시아의 날
- 6월 12일 :  필리핀의 독립기념일
- 6월 17일 :  아이슬란드의 독립기념일
- 6월 19일 :  쿠웨이트의 독립기념일
- 6월 25일 : 6·25 전쟁일
- 6월 25일 :  모잠비크의 독립기념일
- 6월 26일 :  마다가스카르의 독립기념일
- 6월 30일 :  콩고 민주 공화국의 독립기념일